# Timoclea

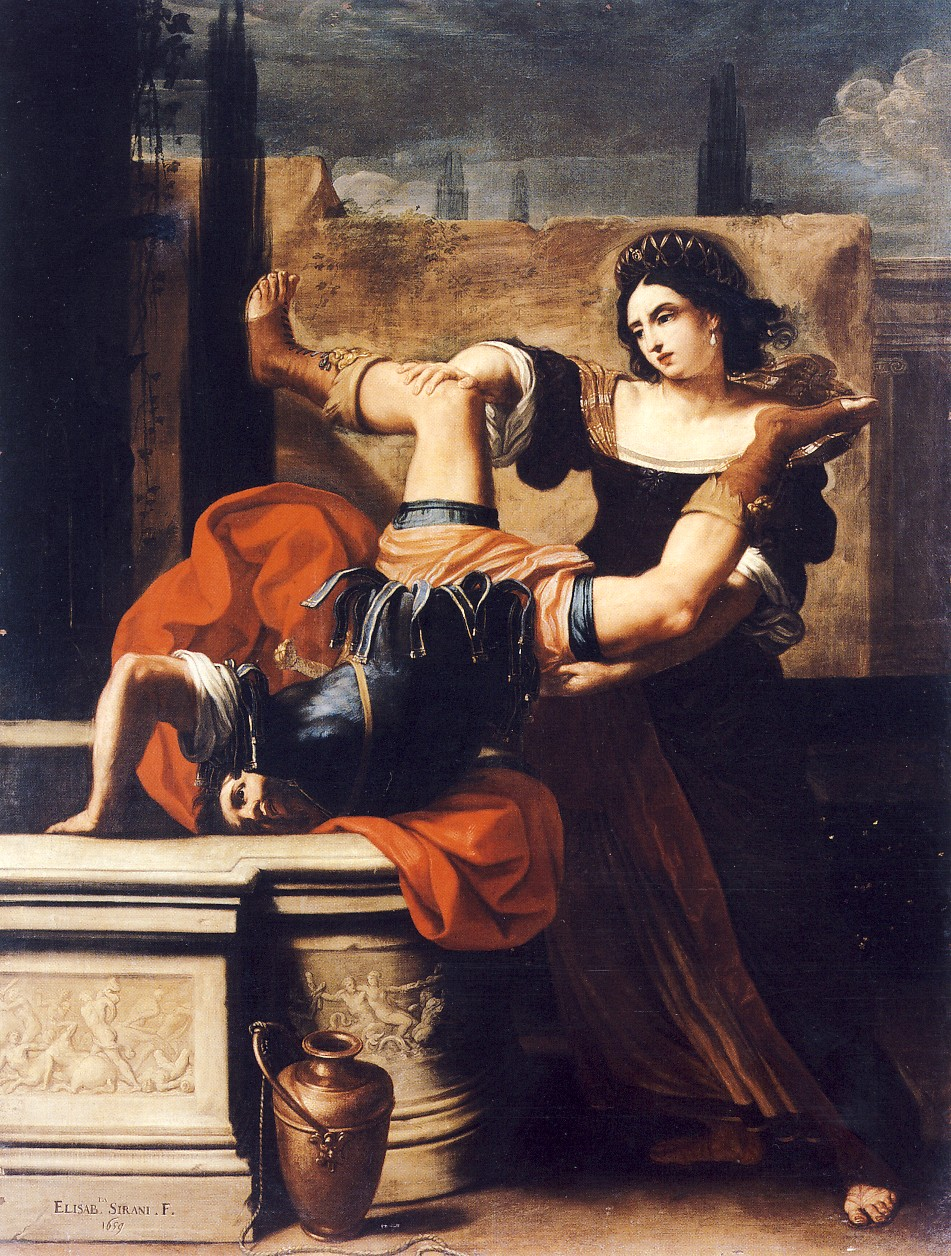
Elisabetta Sirani, Timoclea matando al capitán de Alejandro Magno (1659), en Nápoles, Museo de Capodimonte.

Timoclea (en griego, Τιμόκλεια) fue, en la Antigua Grecia, una mujer de Tebas que aparece en el asedio realizado por las tropas de Alejandro Magno contra Tebas en el año 335 a. C.
Según relata Plutarco en la Vida de Alejandro Magno, cuando las tropas de Alejandro tomaron la ciudad, unos soldados tracios de su ejército asaltaron la casa donde vivía Timoclea, una de las mujeres principales de la ciudad. Mientras varios soldados saqueaban sus bienes, el comandante la violó y después le preguntó si tenía oro y plata escondidos en alguna parte. Timoclea dijo que había escondido sus bienes más preciados en un pozo que había en su jardín. Cuando el comandante tracio se asomó al pozo para comprobarlo, Timoclea lo empujó dentro y a continuación le lanzó piedras hasta matarlo. En su obra Virtudes de mujeres Plutarco relata una versión con algunas diferencias en la que el comandante no fue empujado sino que descendió él solo hasta el fondo y entonces fue cuando Timoclea y sus criadas lo mataron arrojándole piedras.      
Tras descubrir el cadáver, los soldados llevaron a Timoclea atada a presencia de Alejandro y cuando este le preguntó quien era, ella respondió, sin dar muestras de miedo, que era hermana de Teágenes, que había combatido contra Filipo en la Batalla de Queronea por la libertad de los griegos para evitar que tuvieran que sufrir experiencias como la que ella había pasado aquel día; pero al haber tenido que padecer el mal que había sufrido, ya no huían de la muerte porque consideraban mejor morir que tener que volver a pasar experiencias semejantes.
Alejandro Magno, admirado por la valentía de Timoclea, ordenó que se la pusiera en libertad, junto con sus hijos.